# Anfiteatro romano di Benevento
L'anfiteatro romano era un edificio monumentale della Benevento antica. Le fonti storiche suggeriscono che esistesse nell'anno 63, perché Nerone assistette ad uno spettacolo gladiatorio in città. I resti dell'edificio sono stati rinvenuti nel 1985 fra via Munazio Planco ed il ponte Leproso. Parte dell'edificio è interrata sotto i binari della ferrovia Benevento-Cancello.

## Fonti storiche
Un episodio che probabilmente ebbe luogo nell'anfiteatro ritrovato è riportato da Tacito: nel 63 d.C. l'imperatore romano Nerone, dopo aver tenuto uno spettacolo a Napoli, era diretto verso la Grecia. Il beneventano Vatinio, ex ciabattino che aveva conquistato rapidamente un posto di rilievo nella corte imperiale, volle esibire la sua munificenza organizzando in città uno spettacolo gladiatorio in onore dell'imperatore.
A Benevento è ampiamente attestato che si praticassero regolarmente munera gladiatoria. Inoltre, in città doveva essere una delle sedi distaccate del Ludus Magnus, la scuola di gladiatori più importante: un'epigrafe funeraria commemora due reziari che ne facevano parte.
Fino al XIX secolo più eruditi hanno erroneamente riconosciuto l'anfiteatro di Benevento nel vicino teatro. L'equivoco fu chiarito definitivamente da Almerico Meomartini.

## Evidenze archeologiche

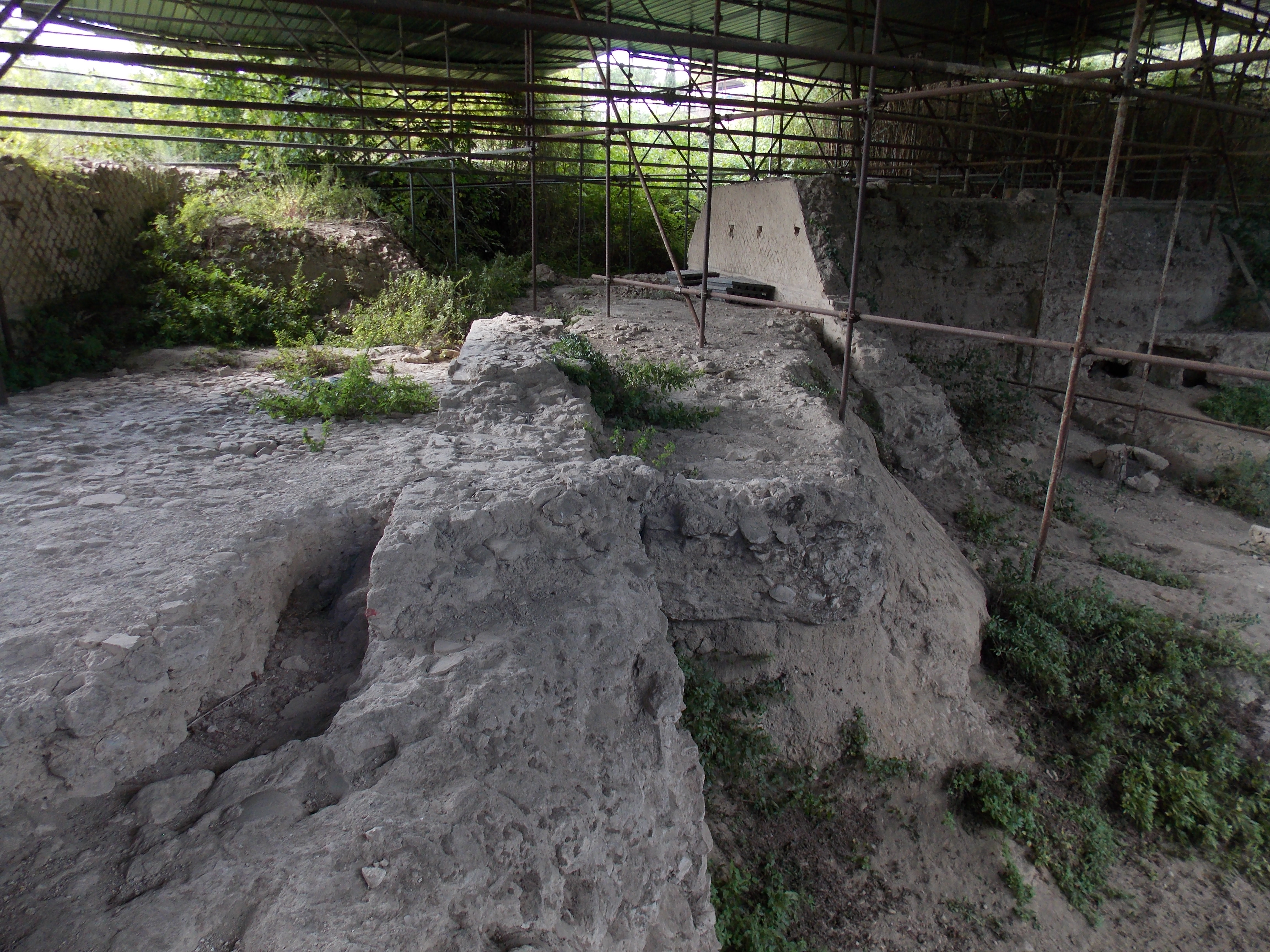
Vista dei muri radiali

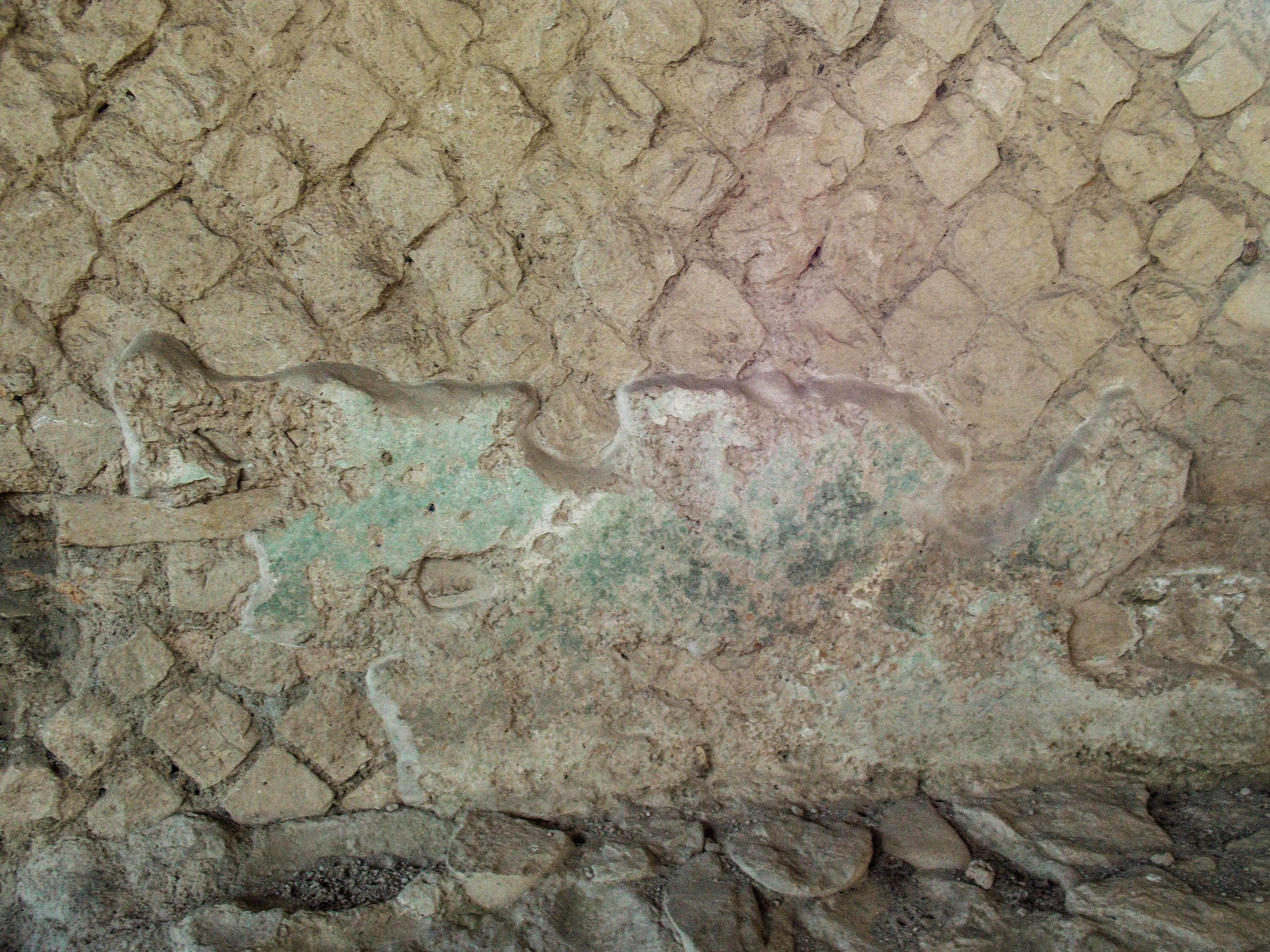
Tratto di parete ancora coperto di intonaco

L'anfiteatro romano di Benevento emerse nel 1985 con l'abbattimento della Casa della madre e del fanciullo, eretta in epoca fascista. Esso si trova fuori dalla cinta muraria medievale, in una posizione adiacente al percorso antico della via Appia. La vicinanza di esso al criptoportico dei Santi Quaranta e al quartiere artigiano di Cellarulo dimostra che la città antica si estendeva ad ovest fino al fiume Calore. Negli anni successivi alla scoperta sono stati condotti alcuni scavi esplorativi, e nel 1999 il sito è stato acquisito dalla locale Soprintendenza.
Il settore emerso dell'anfiteatro rivela le sue fondazioni, che coprivano quelle di un edificio precedente, e anche qualche porzione in elevato del primo ordine della cavea. È distinguibile il muro perimetrale con due contrafforti e si conservano tratti delle mura radiali (otto settori del ciclo più esterno e due del ciclo più interno). Le fondazioni sono state realizzate a getto in cassaforma, mentre quel che rimane delle mura conserva un paramento in opera reticolata di blocchetti calcarei, con aggiunta di ricorsi di tegole rotte. Rimangono anche tracce dell'intonaco che doveva coprire le mura. All'estremità dei muri radiali dovevano essere dei pilastri in pietra calcarea, di cui rimane l'impronta. Si distingue anche un ambulacro, pavimentato in cocciopesto.
Le dimensioni dell'anfiteatro devono essere state molto ampie: secondo le ricostruzioni che ne sono state fatte, i due assi della sua pianta ellittica misurerebbero 160 m e 130 m rispettivamente. Sarebbe stato articolato su tre ordini per un'altezza di circa 25 m.
In base alla tecnica di inserimento dei filari di tegole, e considerando il rinvenimento una moneta di Tiberio presso il pavimento, l'anfiteatro può essere datato fra il I secolo a.C. e l'inizio del I secolo d.C.: può essere quindi il luogo dove venne intrattenuto Nerone.
L'edificio doveva essere stato abbandonato già in seguito ad un terremoto nel 346; inoltre, le rovine sono state trovate coperte di uno strato di lapilli imputabile ad un'eruzione del Vesuvio attestata nel 472, il che dimostra che in quel momento le coperture non erano più presenti. Era anche in atto qualche riutilizzo delle strutture, perché il pavimento è emerso incrostato di tufo e calce. In seguito la zona, ormai extraurbana, venne utilizzata come area di sepolture.
Nei secoli della decadenza le mura vennero rasate per evitare che fossero riutilizzate come base da aggressori, e spogliate: con il materiale dell'anfiteatro, ad esempio, fu ricostruita la cinta muraria dopo le distruzioni operate da Totila nel 545. Si è anche immaginato che provengano dall'anfiteatro le 56 colonne uguali impiegate nel duomo di Benevento fino ai bombardamenti del 1943.

### Rilievi a soggetto gladiatorio

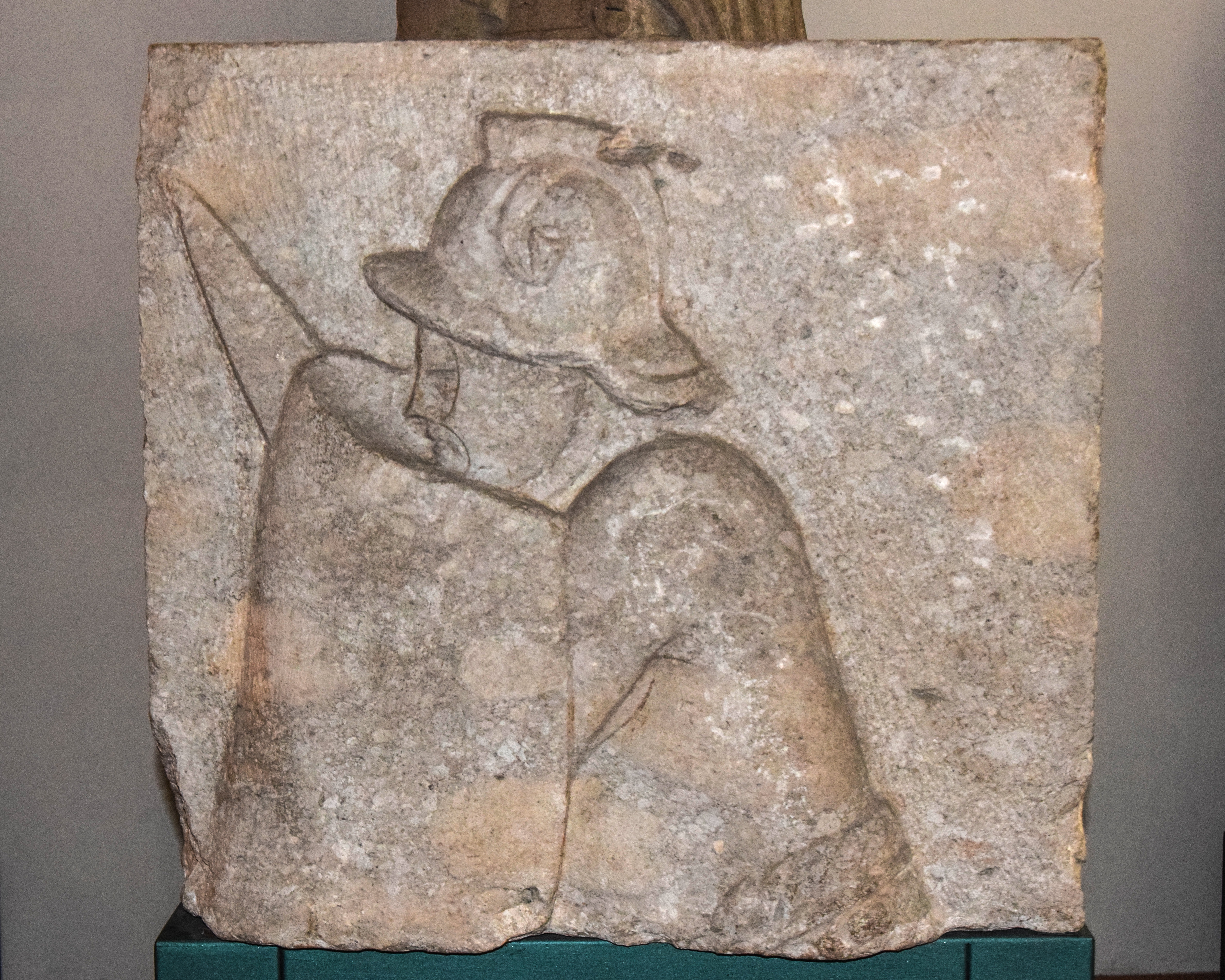
Rilievo di hoplomachus durante un combattimento, dal Museo del Sannio

A Benevento sono noti più rilievi che ritraggono gladiatori, fin da tempi molto precedenti alla scoperta dell'anfiteatro. Sono frammenti simili per stile e per datazione (I secolo); vengono generalmente attribuiti all'anfiteatro, anche se è stata avanzata l'ipotesi alternativa che essi provengano da monumenti funerari.
Il più famoso di essi è lo hoplomachus ritratto di profilo durante un combattimento, custodito al Museo del Sannio. Volti di gladiatori di profilo sono anche reimpiegati nel campanile del duomo e in quello di Santa Sofia. Sulla facciata del mulino Rummo erano reimpiegati altri due frammenti di scene gladiatorie, anch'essi ora nello stesso museo. Infine, due gambe di gladiatori si trovano nelle murature di un torrino sulla sommità della Rocca dei Rettori e di un edificio in via San Filippo.